# ミリテッロ・イン・ヴァル・ディ・カターニア
ミリテッロ・イン・ヴァル・ディ・カターニア（イタリア語: Militello in Val di Catania, シチリア語: Militeddu）は、イタリア共和国シチリア州カターニア県にある、人口約7,200人の基礎自治体（コムーネ）。

## 地理

### 位置・広がり

#### 隣接コムーネ
隣接するコムーネは以下の通り。括弧内のSRはシラクーザ県所属を示す。
- フランコフォンテ (SR)
- レンティーニ (SR)
- ミネーオ
- パラゴニーア
- スコルディーア
- ヴィッツィーニ